# 安倍季政
安倍 季政（あべ の すえまさ、康和元年（1099年） - 長寛2年（1164年）8月8日）は、平安時代後期の地下官人。

## 出自
『地下家伝』には「孝昭天皇天足彦国押人命和安部朝臣刑部卿象兼朝臣篳篥大夫実家」とある。
和安部氏（やまとあべうじ）の名は『古事記』孝昭天皇記の天押帯日子命の後裔氏族系譜の中には見えない。『新撰姓氏録』左京皇別には和安部朝臣と和安部臣についての記載があり、それぞれ「大春日朝臣同祖。彦姥津命三世孫難波宿禰之後也。」「和安部朝臣同祖。彦姥津命五世孫米餅春大使主命之後也」とある。『続日本紀』は、神護景雲2年（768年）閏6月5日に、左京人従六位下・和安部臣男綱ら3人が朝臣姓を賜っている。『東大寺要録』には「於御笠山安倍氏社之北高山半中、始造和銅元年二月十日戊寅、山峯伽藍。即天地院。名法蓮寺。」とあり、御笠山安倍氏社とは春日大社の境内にある榎本神社であり、文暦元年（1234年）に記された「古杜記」には、御笠山を領していた榎本明神と鹿島から移動してきて城上郡の安倍山を領していた春日明神が土地を交換したとある。阿倍仲麻呂の「天の原 ふりさけみれば 春日なる みかさの山に いでし月かも」も御笠山と安倍氏の関係を表していると考えられ、和安部氏の本拠地は御笠山周辺であったと推定される。

## 概要
時期は不明だが左近将監に任じられている。久安4年（1148年）には50歳で従五位上に叙され、長寛2年（1164年）8月8日に66歳で死去した。
末裔の安倍氏は代々楽人を務めた。